# 韦恩河 (伊勒河支流)
韦恩河（法語：Vern，法語發音：[vɛʁn]）是法国新阿基坦大区多尔多涅省的河流，是伊勒河的左支流，长40.36千米，发源自韦里讷德韦尔，于讷维克流入伊勒河。